# Mirza Ghalib

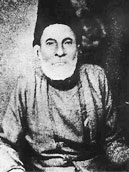
Mirza Ghalib

Mirza Ghalib (* vermutlich 27. Dezember 1797 in Agra; † 15. Februar 1869 in Delhi; DMG-Umschrift Mīrzā Asadallāh H̱ān Ġālib), auch als Ghalib oder Mirza Asadullah Beg Khan bekannt, war ein indischer Dichter indisch-zentralasiatischer Abstammung. Er ist einer der bekanntesten und bis heute beliebtesten Dichter in der Urdu-Sprache. Einige seiner Gedichte gehören in Indien und in Pakistan zur Allgemeinbildung. Der Tradition entsprechend nahm er den Dichternamen Ghalib („der Überragende“) an; sein Geburtsname ist jedoch Mirza Asadullah Beg Khan.

## Leben

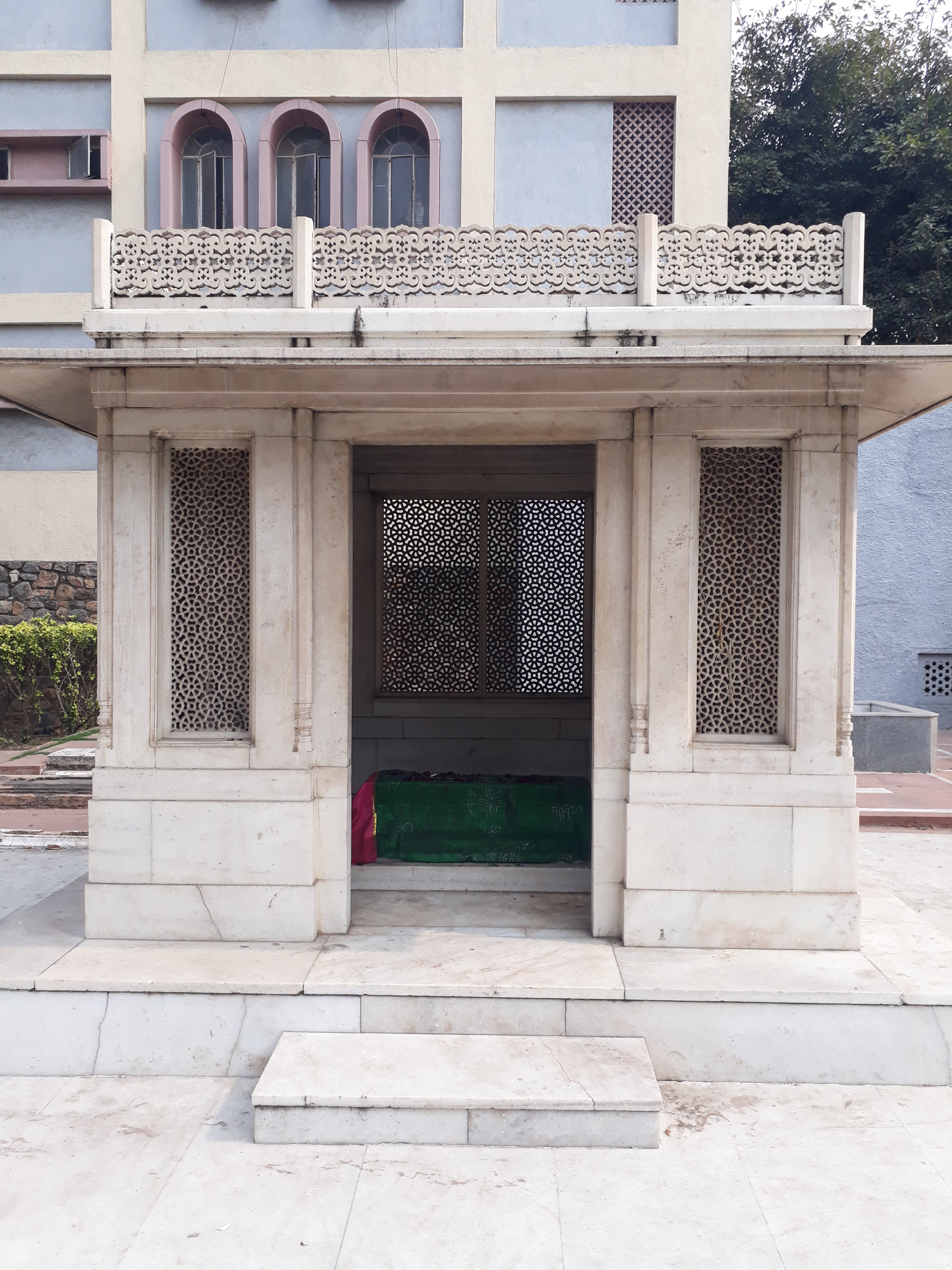
Mirza Ghalibs Grabmal in Delhi

Seine Geburtsstadt ist Agra, wo er als Sohn usbekischer Adliger zur Welt kam. Mit dreizehn Jahren wurde er in eine wohlhabende Familie verheiratet und er verließ Agra, um den Rest seines Lebens in Delhi zu verbringen. Alle seine Kinder starben früh. Wann er begann, Gedichte zu schreiben, ist unbekannt.
1850 erhielt Ghalib vom letzten Mogul Bahadur Shah II. einen Titel und kam an seinen Hof. 1854 wurde er zum Poesielehrer des Kaisers sowie des Kronprinzen ernannt. Kaiser Bahadur Shah war jedoch ein Pensionär von Englands Gnaden, und seine Herrschaft erstreckte sich im Wesentlichen nur auf das Rote Fort in Delhi. Ghalibs Dichterfehde mit dem Hofdichter Zauq scheint eher seinem Beruf als persönlicher Feindschaft zu entspringen.
Durch den Aufstand von 1857 und die folgende Absetzung von Kaiser Bahadur Shah verlor Ghalib diese Posten. Er hatte von seinem Onkel eine Pension geerbt, um deren Verlängerung er prozessieren musste. Dazu reiste er nach Kalkutta, doch erst nach Jahren wurde ihm die Pension zugesprochen. Durch sein Beharren auf einem aristokratischen Lebensstil samt Trinken und Glücksspiel war Ghalib oft in Geldnöten. Schließlich unterstützte ihn der Nawab von Rampur. 1869 starb Ghalib in Delhi.

## Werk
Obwohl Ghalib seinen persischen Gedichten den Vorzug gab, ist er heute vor allem für sein schmales Werk von Urdu-Gedichten berühmt. Diese sind nur scheinbar einfach und verbergen oft ein Netzwerk von Anspielungen, die erst nach und nach zum Vorschein kommen. Wenn er ironisch schreibt:
Diese mystischen Probleme, deine Erklärungen, Ghalib!
Wir würden dich sogar für einen Heiligen halten, wenn du kein Säufer wärst.
muss man wissen, dass „Saufen“ in der religiösen Urdu-Poesie ein Bild für die Ekstase durch Gottes Gnade ist. Ghalib aber soff buchstäblich.
Ghalib pflegte die Attitüde eines philosophischen Dichters, der für institutionelle Religion wenig übrig hatte und dafür mit der Sympathie des Adels rechnen konnte:
Das Ziel meiner Verehrung liegt jenseits der Wahrnehmung;
Für Leute, die sehen, ist die Kaaba ein Kompass und sonst nichts.
In diesem Sinn ist „Liebe“ metaphysisch und „Liebeskummer“ die Grundlage der Existenz:
قید حیات و بند غم ، اصل میں دونوں ایک ہیں
موت سے پہلے آدمی غم سے نجات پائے کیوں؟
Des Lebens Gefängnis und des Kummers Fessel sind im Grunde beide eins.
Wie könnte ein Mensch vor seinem Tod Erlösung vom Kummer finden?
Abgesehen von seiner Lyrik sind seine Briefe ein Musterbeispiel guter Urdu-Prosa, für die allein ihm schon ein Platz unter den Literaten Südasiens gebührt.

## Heutige Bedeutung
Ghalibs Gedichte werden in Indien und Pakistan weiterhin vertont und gesungen und erreichen so ein großes Publikum.
Sein Leben wurde 1954 in Indien und 1961 in Pakistan verfilmt, samt Vertonung vieler seiner Gedichte. 1988 wurde in Indien die Fernsehserie Mirza Ghalib ausgestrahlt, die ein großer Erfolg wurde.
Außerdem behandeln mehrere Theaterstücke das Leben des Dichters.